# 櫻庭有紗
櫻庭有紗（日语：／ Sakuraba Arisa，9月18日—）是日本的女性聲優，青森縣出身。ARTSVISION所屬。

## 人物
日本播音演技研究所出身。
興趣、特技是編舞、畫插圖。喜歡小動物。

## 演出作品
※粗體字為主要角色。

### 電視動畫
2016年
- 高校艦隊（福內）
- orange橘色奇蹟（伊那）
- 半田君傳說（日高秋子）
- 少年女僕（小孩時代的桂一郎）
- 齊木楠雄的災難（女子高生B、女學生D、健太的母親）
- 競女!!!!!!!!（學生）

2017年
- 碧藍幻想 The Animation（避難者）
- ID-0（參謀）
- sin 七大罪（撒旦[3]）
- 騎士&魔法（菲莉雅）
- 咕嚕咕嚕魔法陣（櫃台人員）
- 食戟之靈 餐之皿（女性客A、女性秘書）
- Just Because!（乾依子）
- Classica Loid 第2期（女子高校生）
- 血界戰線 & BEYOND（シャローン）
- 犬屋敷（姐、客、乘客、少女）

2018年
- BASILISK～櫻花忍法帖～（蜩七弦〈幼少期〉）
- DAME×PRINCE ANIME CARAVAN（街娘）
- 妖精森林的小不點（豹紋壁虎店主）
- 牙鬥獸娘（城戶的母親）
- 漫畫女孩（琉姬的編輯）
- 極道超女
- 黃金神威（村裡的女性）
- 惡魔高校D×D HERO（女性）
- 和風喫茶鹿楓堂（女性）
- 輕羽飛揚（石澤望[4]）
- 後街女孩（安潔莉娜）
- 殺戮的天使（女）
- Planet With（飛行員的妻子）

2019年
- 路人超能100 II（客）
- 百慕達三角～多彩田園曲～（村人）
- 荒野的壽飛行隊（舞者）
- 魔法水果籃（不良）
- Fairy Gone（拍賣來場者）
- 童話魔法使（托里斯坦）
- 在地下城尋求邂逅是否搞錯了什麼II（女團員、伊萊莎）
- 崛起！萌獸寵物店（范斯坦·卡密拉）
- 入間同學入魔了（派蒙）
- 七大罪 眾神的逆鱗（巨人族）

2020年
- 七大罪 眾神的逆鱗（亞妮、女）
- 魔法紀錄 魔法少女小圓外傳（女子中學生A）
- 神推偶像登上武道館我就死而無憾（時髦女子）
- 索瑪麗與森林之神（海德拉的妻子）
- 萌可魯玩偶貓（英語教師）
- 食戟之靈 豪之皿（料理人F）
- 炎炎消防隊 貳之章（陪酒女、女學生）
- 戀與製作人（評論女性）
- 神奇柑仔店 錢天堂（廣播）
- 體操武士（辣妹團首領）

2021年
- 暮蟬悲鳴時 業（女孩子）
- 咒術迴戰（藤沼（姐姐））
- 堀與宮村（教師）
- 花樣滑冰Stars（記者）
- 文豪Stray Dogs 汪！（母）
- 哥吉拉 奇異點（小孩、乘客B、播音員、腳輪、播音員C）
- 真白之音（メグメグ）
- Vivy -Fluorite Eye's Song-（母親）
- 憂國的莫里亞蒂（多莉絲）
- 瓦尼塔斯的手札（婦人B）
- 賈希大人不氣餒！（大姐姐）
- 暗夜第六感 2041（女主人）

2022年
- 食鏽末世錄（小姐、小姐D）
- CUE!（女性記者）
- 骸骨騎士大人異世界冒險中（莉妲）
- Healer Girl 歌癒少女（玲美的母親）
- 夏日時光（菱形千登勢）
- RWBY 冰雪帝國（播音員〈麗莎·拉文德〉）
- 幕末替身傳說（寡婦）
- 頂點!!!（蘋果）
- 呆萌酷男孩（女高中生）
- 我想成為影之強者！（女學生）
- 忍之一時（接待小姐1）

2023年
- 文豪Stray Dogs 4th SEASON（江川）
- 狩火之王（燈）
- 冰屬性男子與無表情女子（TV主持）
- JoJo的奇妙冒險 石之海（威斯的養母）
- 文豪Stray Dogs 5th SEASON（老闆娘、聲音）
- 女神咖啡廳（流星的母親）
- 她去公爵家的理由
- 絆之Allele（學生B）
- 殭屍100～在成為殭屍前要做的100件事～（步）

2024年
- 卡片戰鬥！！先導者 Divinez（女經理）
- 狩火之王 第2期（燈）
- WIND BREAKER—防風少年—
- 神明渴求著遊戲。（阿斯塔）
- 擅長逃跑的殿下

### 劇場版動畫
2019年
- 在地下城尋求邂逅是否搞錯了什麼 -獵戶座之箭-（小孩）
- 乘浪之約（女B）

2020年
- 劇場版 高校艦隊（福内典子）

### OVA
2017年
- 『sin 七大罪』短篇動畫「懺悔錄」（撒旦）－Web未公開集數

2020年
- 關於我轉生變成史萊姆這檔事OAD 「外傳：利姆露華麗的教師生活」（烏菈姆）－漫畫單行本第14、16卷限定版同捆DVD
- 噬血狂襲IV（伊色亞·尼歐斯）

### 網路動畫
2017年
- 『sin 七大罪』短篇動畫（撒旦）

2018年
- 裝刀凱 The Animation（女、早苗、電梯）
- [5]

2020年
- 日本沉沒2020（妻子）
- 吸血鬼之愛（護士）

2022年
- TIGER & BUNNY 2（伊凡〈幼年〉）

### 遊戲
2015年
- 少女☆射擊 DOUBLE PEACE（皋月可可、伊勢奈津美）
- 激鬥學園（仙道響、琥珀麻耶[6]、牛嶋宗[7]）
- 公主連結！

2016年
- Puzzle of Empires（土方歲三、圖拉真、特米斯托克力）
- 編隊少女（御子柴玄繪[8]）
- 魔物娘☆後宮（阿爾梅里亞[9]）

2017年
- 天華百劍-斬-（八文字長義[10]）

2018年
- 加賀谷幹[11]）
- （浦口真實[12]）
- （[13]、アシュレイ・ベイヤード[14]）
- FOX -Flame Of Xenocide- （[15]）
- 歧路旅人（テレーズ）

2019年
- 三國BASSA!! （周泰[16]、糜竺[17]）
- 噬血代碼（アウロラ・ヴァレンティーノ）
- （[18]、魔神之影）

2020年
- 歧路旅人：大陸的霸者（[19][20]）
- 命運之子（[21]）
- 薩爾達無雙 災厄啟示錄（璐菊）

2021年
- 廢深
- 黑潮：深海覺醒（懷俄明、北安普頓）
- sin 七大罪 X-TASY（撒旦[22]）
- 解神者（托爾[23][24]、海拉[25]）
- 東方彈幕神樂（丁禮田舞[26]）
- 少女前線（Gr SL8[27]）
- （[28]）
- 英雄聯盟（格溫）※日語配音
- Crash Fever（死靈之書）

2022年
- （[29]）
- 賽馬娘 Pretty Derby（望族）

時期未定
- MementoMori（洛基[30]）

### 其他
- （教師[31]）

## 外部連結
- 事務所官方簡歷 （页面存档备份，存于）（日語）